# Aeginetiinae
Aeginetiinae  je podtribus volovotkovki, dio tribusa Buchnereae.

## Rodovi
Sastoji se od 5 rodova: 
1. Harveya Hook. (28 spp.)
2. Hyobanche L. (9 spp.)
3. Campbellia Wight (1 sp.)
4. Christisonia Gardner (24 spp.)
5. Aeginetia L. (8 spp.)